# یپرم‌خان
یپرم‌خان(به ارمنی Եփրեմ Խան؛ به انگلیسی Yeprem Khan) با نام کامل یِپرم داویدیان گانتاکتسی (به ارمنی Եփրեմ Դավթի Դավթյան؛ به انگلیسی Yeprem Davidian)، (زاده ۱۸۶۸ – درگذشته ۱۹ مه ۱۹۱۲) از انقلابیون و یکی از رهبران نظامی انقلاب مشروطه ایران بود.

## زندگی
وی در سال برابر با ۱۸۶۸ میلادی (۱۲۴۷ خورشیدی) در روستای بارسوم در نزدیکی شهر گنجه زاده شد. نخست و در آغاز جوانی به رزمندگان ارمنی پیوست و برای مقابله با ظلم و ستم حاکمان عثمانی به ارمنستان غربی اعزام شد. پس از مدت‌ها پیکار علیه عثمانی، به اتفاق چند تن از هم‌رزم‌های خود به دست نیروهای مرزی روسیه تزاری دستگیر و پس از محاکمه به جزیرهٔ ساخالین روسیه تبعید شد.
یپرم‌خان پس از فرار از اردوگاه کار اجباری در ساخالین برای بازگشت به تفلیس، ناچار بود ۲۰٬۰۰۰ کیلومتر راه را تحت تعقیب مأموران بپیماید.
او به گونه‌ای شگفت‌انگیز از اردوگاه مرگبارش گریخت. نخست خود را به ژاپن رساند و پس از گذراندن راهی دراز به ایران آمد و دوباره به ارمنستان رفت و به فدراسیون انقلابی ارمنی پیوست. در سال ۱۹۰۰ (۱۲۷۹) یپرم از طرف فرقه فدراسیون انقلابی ارمنی برای تشکیل حزب در گیلان مأموریت یافت. وی در دوره حضورش در گیلان در اداره راه‌سازی مشغول به کار شد و سپس در رشت کوره آجرپزی راه انداخت و به آجرپزی مشغول شد. یپرم‌خان در رویداد باغ مدیریه رشت نقش فعال داشت. وی فرماندهی ستون سوم حمله و محاصره دارالحکومه رشت را در این رویداد بر عهده داشت.

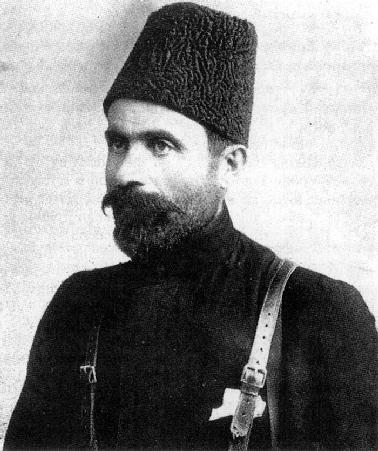

گروهی از قفقازیان و ارمنیان به عنوان کارگر به رشت آمده و در آنجا مشغول به کار شدند. این کارگرها بعدها فوج مجاهدین فدایی ارمنی را شکل دادند که به سرکردگی یپرم‌خان در سال ۱۳۲۷ قمری؟ همراه با سپهدار تنکابنی از رشت راهی تهران شدند.
یپرم که همواره مراقب اوضاع بود، از طریق مارتینوف، معاون بانک روس، مطلع شد که اگزان بلانوف، رئیس بانک، قصد دارد به دستور مقامات مرکزی در گیلان جنگ و خون ریزی به راه اندازد. یپرم با گزارش ماجرا به کمیتهٔ گیلان بی‌وقفه در جهت مقابله با تحرکات بلانوف به پا خاست.
در همان اثنا در جنگ‌های کشتار ارمنی-تاتار ۱۹۰۵–۱۹۰۷، مادر یپرم کشته‌شد. یپرم بلافاصله به گنجه و زادگاهش بارسوم رفت و پس از زیارت قبر مادرش در راه بازگشت مدتی در باکو توقف و در آنجا با تنی چند از مشروطه خواهان ایرانی ملاقات‌هایی کرد و سپس به گیلان بازگشت.
یپرم در بازگشت چهار قبضه اسلحهٔ نیمه اتوماتیک ماوزر با خود به همراه آورد و در اختیار کمیتهٔ گیلان قرار داد. به درخواست کمیته یک روز پس از آن همسر یپرم، بانو آناهید، به باکو عزیمت کرد و شش قبضه تپانچهٔ ماوزر دیگر با خود به رشت آورد. به این ترتیب با کمک یپرم و همسرش انبار اسلحه و مهمات گیلان تشکیل شد و توسعه یافت.
در رویداد استبداد صغیر به تبریز آمد و دوشادوش مجاهدان با سپاه محمدعلی شاه به نبرد پرداخت در گشایش تهران همراه بود و پیروزی مشروطه خواهان را دید. سپس به ریاست نظمیه (شهربانی) گمارده شد. او کوشش‌های بسیاری در نبرد با مشروطه ستیزان انجام داد.

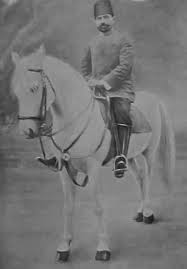
یپرم سوار بر اسب

هیچ‌کس در صدد نادیده گرفتن نقش یپرم در امور مهمی همچون تسخیر تهران، ایجاد امنیت در این شهر، سرکوب مخالفان مشروطه و سامان بخشی به نیروی انتظامی برنیامده است. با این حال وی متهم به امور زیر است:
- صدور حکم اعدام شیخ فضل‌الله نوری
- طراحی برنامه از بین بردن ضدانقلاب‌ها
- طراحی برنامه فرار حیدر عمو اوغلی
- دست داشتن در واقعه پارک اتابک و خلع سلاح نیروهای ستارخان

یپرم‌خان (نشسته راست) و سردار اسعد بختیاری در لباس رزم به اتفاق گروهی از مجاهدین مسلح ارمنی و بختیاری

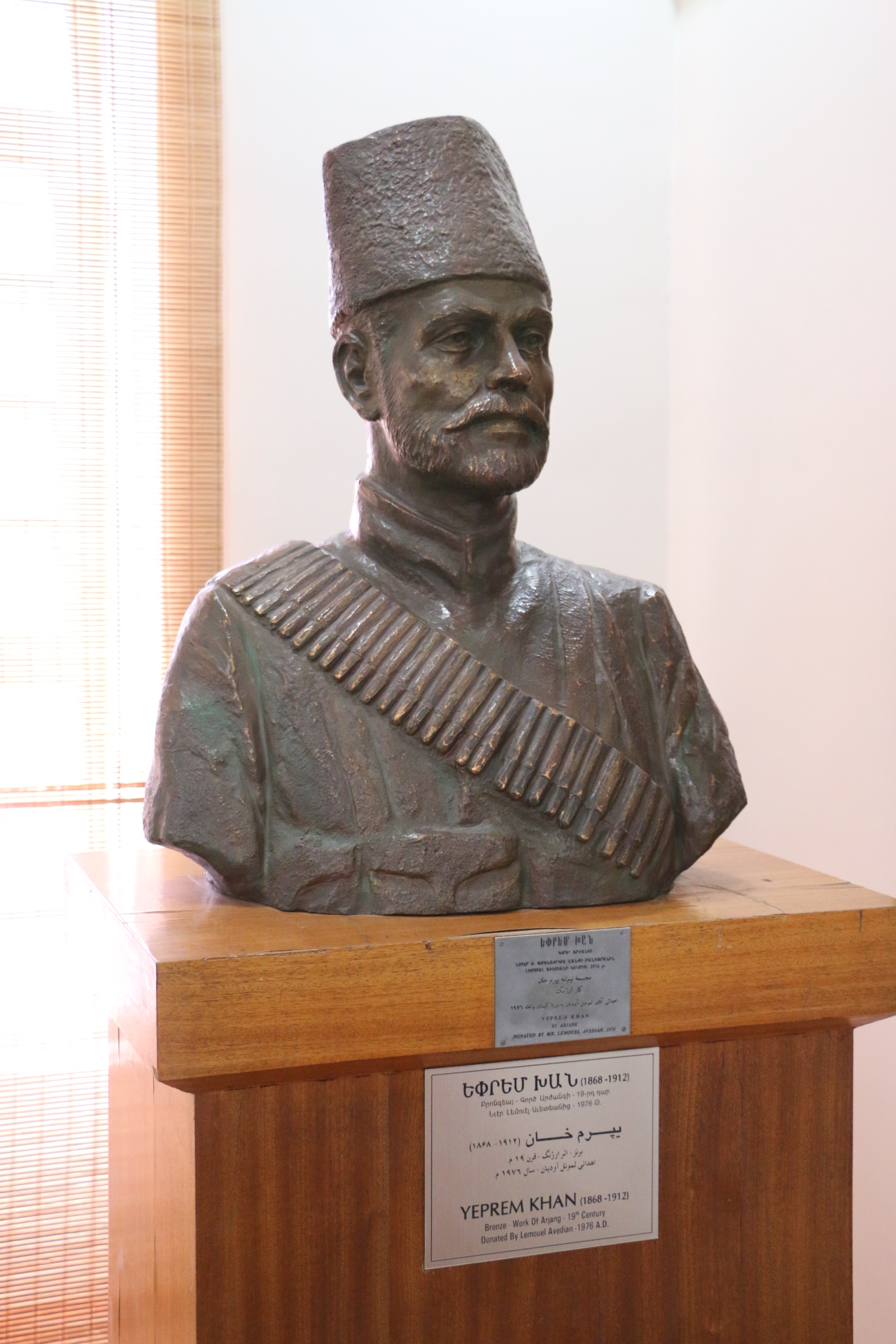
سردیس یپرم خان

روی هم رفته مقام و منصبی که نصیب یپرم شده بود نه مطلوب حزب بود و نه ناظر بر منافع آن، ولی چنان‌که روزنامهٔ آرشالوس در شماره اول ژوئن ۱۹۱۲ خود می‌نویسد یپرم مجبور بود با شرایط موجود سازگاری نشان دهد، زیرا مسئله بنیادین نجات ایران را پیش رو داشت.
نقش یپرم در حکم اعدام شیخ فضل‌الله نوری پررنگ بود. جلسهٔ دادگاه به عهده یک هیئت منصفه شش نفره به ریاست شیخ ابراهیم زنجانی بود و هیچ‌یک از اعضای هیئت منصفه مسیحی نبودند. در جلسهٔ محاکمه، چنان‌که مدیر نظام در خاطرات خود می‌نویسد، یپرم با تأخیر و بدون جلب توجه حاضران وارد دادگاه شده است.
رفتار نیروهای انتظامی نسبت به شیخ دستگیرشده کاملاً محترمانه بوده است.
در مراسم اعدام شیخ فضل‌الله نوری یپرم حضور داشت.
یپرم خودسرانه دست به اقدامات مختلفی زد از جمله فراری دادن حیدر خان عمو اوغلو حمله به مجاهدان مشروطه مانند ستارخان و باقرخان در حمله یپرم به باغ اتابک حدود ۳۰۰ نفر از مجاهدان توسط یپرم کشته شدن.
مورگان شوستر می‌نویسد:
«از طرف وزرا، حکمی به یپرم‌خان رسید که بیست تن از ارتجاعیون را دستگیر نماید ولی یک ساعت قبل از آنکه حکم مزبور به موقع اجرا گذاشته شود، سپهدار که رئیس‌الوزراء بود، تلفنی به یپرم‌خان دستور داد که حکم مزبور را موقوف بدارد. یپرم گفت سپهدار بی شبهه حکم به استخلاص اشخاص مزبور خواهد نمود، در صورتی‌که امر او را مخالفت نموده و حکمش را امتثال نکنم چون سپهدار با بعضی از روحانیون روابط دوستانه دارد شاید مرا به این عنوان که کافر می‌باشم بدنام و لکه دار نموده و به این وسیله خود را از نظر صنفی قهرمان و شخص اول قلم دهد. عقیده یپرم این بود که باید خود سپهدار را دستگیر نمود ولی به ملاحظه اتهام در آن امر تردید داشت.»

برخی از نویسندگان نوشته‌اند که یپرم‌خان شخصاً شیخ را دستگیر کرده است. مهدی انصاری در مورد جلسات دادگاه می‌نویسد: 
«ضمن سئوالات یپرم از در پائین آهسته وارد شد و پنج شش قدم پشت سر آقا برای او صندلی گذاشتند، نشست، آقا ملتفت آمدن او نشد، یک مرتبه آقا از مستنطقین پرسید، یپرم کدامیک از شما هستید.»
(یپرم‌خان، شیخ را دستگیر کرده بود، ولی بعضی از بیگانگان از جمله ارمنی‌ها درصدد تحریف این موضوع هستند. دوم آنکه یپرم عضو دادگاه نبود ولی به‌صورت خودسرانه مستقل از دادگاه عمل می‌کرد)
نسبت دادن طراحی به اصطلاح فرار حیدرخان عمواوغلی به یپرم‌خان:

گروه پطروس ملیک آندریاسیان در سال ۱۹۱۰ (۱۲۸۸) توسط روسیه تزاری در تبریز اعدام شدند.

در خاطرات صادق مستشارالدوله ذکر شده که دولت بر آن بود که سه انقلابی - از جمله حیدرخان عمواوغلی، از ایران اخراج شوند.
دولت، با مشاهده چنین وضعیتی، سعی کرد تا با کمک علمای نجف ستارخان و باقرخان را از صحنه دور کند ولی موفق نشد، گرچه علمای مذکور، طی تلگرافی که از نجف مخابره کردند، از این دو مجاهد دعوت به عمل آوردند که به جای ورود به تهران از راه قزوین رهسپار نجف شوند. ولی ستارخان این دعوت را نپذیرفت. اوضاع همچنان متشنج بود و روز به روز بر دامنهٔ تشنج افزوده می‌شد. در این شرایط، دولت با موافقت شخص ستارخان تصمیم گرفت در طول سه روز خلع سلاح عمومی را به مرحلهٔ اجرا درآورد ۲۶ ژوئن ۱۹۱۰. طبیعی است که انجام این کار به یپرم، رئیس شهربانی تهران و مسئول حفظ امنیت پایتخت، سپرده شود:
گرچه با این عمل، آن‌ها (یعنی دولت) مشارکت خود را با واپس گرایان توطئه‌گر برملا می‌ساختند ولی به هر حال یپرم در کار جلوگیری از آن‌ها با پاره‌ای معذورات اخلاقی روبه رو بود. او از یک طرف به عنوان مسئول تأمین امنیت کشور مؤظف بود با تمهیداتی از بروز اغتشاشات جلوگیری کرده و نظم و امنیت شهر را برقرار سازد؛ و از طرف دیگر نیز به عنوان یک هم‌رزم سابق مجاهدان، که دوش به دوش آن‌ها علیه حکومت مطلقه مبارزه نموده و علیه شاه سابق جنگیده بود، برای وی بسیار مشکل بود اما برای حفظ و ارتقای موقعیت و جایگاه خود حاضر بود دست به هر کاری بزند. از این رو سعی داشت قضیه را هرچه سریعتر با کشتن مجاهدانی که مدت‌ها با استبداد و استعمار جنگیده بودند فیصله بدهد. یپرم حتی وقتی که مجاهدان پرچم‌های سفید به نشانه تسلیم را نشان دادن به آن اعتنایی نکرد و باغ اتابک که محل اقامت مجاهدان بود را به خاک و خون کشید. 《آنچه که مصلّم است، این است که یپرم نه ایرانی بوده و نه حتی مسلمان او یک بیگانه بوده که هیچ حسی نسبت به ایران نداشته》.

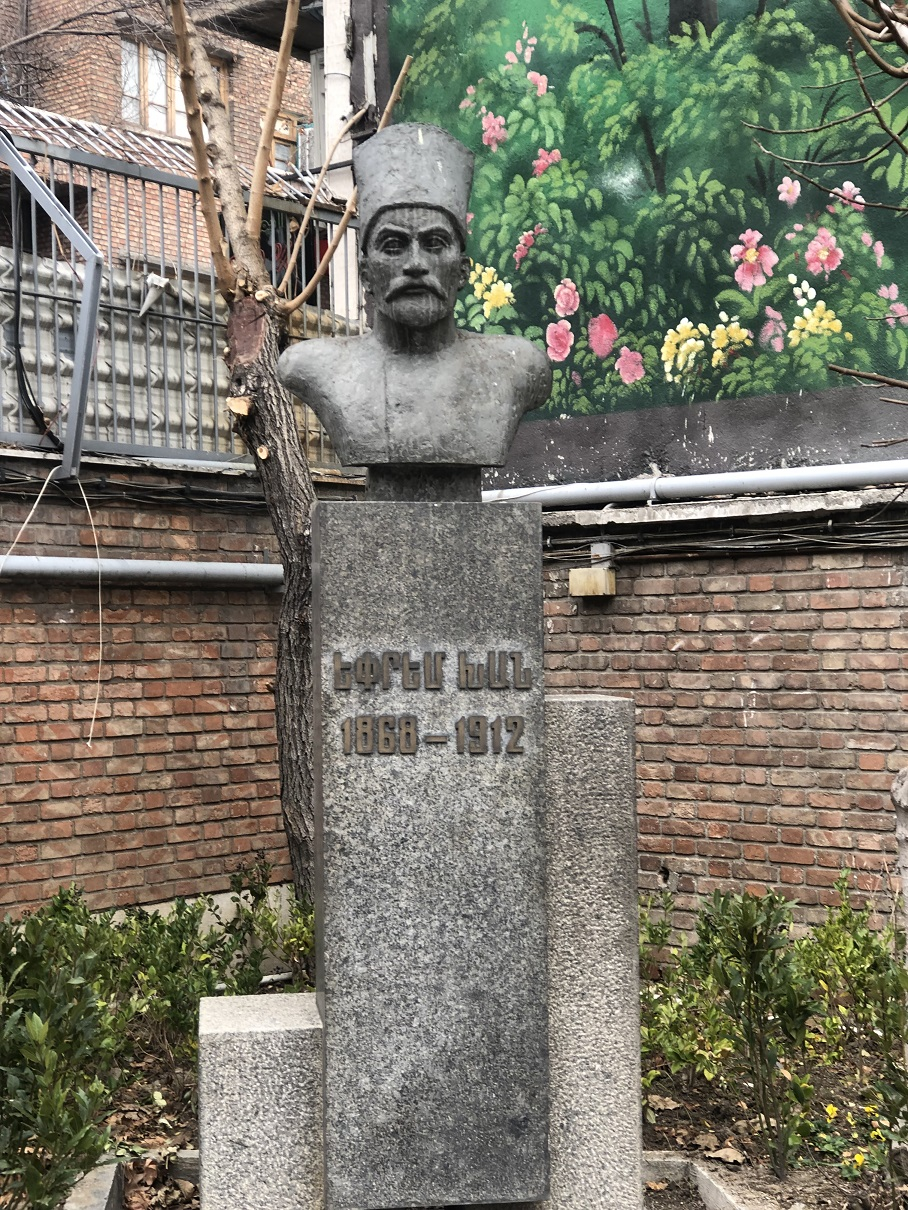
مقبره یپریم خان در کلیسای مریم مقدس تهران

دربارهٔ واقعه پارک اتابک کسروی می‌نویسد:
روز پنجشنبه دوازدهم تیر ماه چون ستارخان از مجلس بازگشت چنان‌که در آنجا زبان داده بود به کسان خود دستور داد که تفنگ و فشنگ خود را گردآورده برای سپردن به دولت آماده باشند و چنین گفت:(کاری نکنید که کاسه بر سر ما شکند) کسانی از پیرامون ناخرسندی نموده می‌گفتند:(با این دشمنی که میان شما با یفرم خان و دیگران است پس از گرفتن ابزار جنگ با شما و سالار رفتار دیگر پیش خواهند گرفت) ستارخان گفت:(این دولت را ما خودمان برانگیخته‌ایم و شایسته نیست که با او نافرمانی کنیم)
داشناکسوتیون این نهضت در وفاداری به مرامنامه حزب خود که: «هر جا که قوی تری است باید طرف ضعیف تر را گرفت.» در جنبش مشروطه ایران شرکت جست و بهترین یاران خود را در این راه از دست داد. بیش از سیصد سرباز ارمنی، از ارمنی‌های ایران و ارمنستان، در انقلاب مشروطیت ایران شرکت داشته‌اند. یکی از یاران یپرم خان، (پطروس ملیک آندریاسیان)معروف به پطروس خان بود که توسط روسیه تزاری اعدام شد. «پطروس خان یکی از مأموریت‌های او حفظ اموال و جواهرات سلطنتی بود و امروز موزه جواهرات ایران بقای بخش عمده‌ای از اشیاء موجود خود را مرهون کوشش و تلاش او می‌باشد. او در سال ۱۹۱۲ به دار آویخته شد.»اسماعیل رائین در کتاب خود اسامی ۵۲ نفر از سربازهای ارمنی را که در این راه کشته شده‌اند ارائه می‌دهد.
مهدی ملک‌زاده یپرم را چنین توصیف می‌کند:
مردی که بزرگ‌ترین چهرهٔ جنگ‌های قزوین، کرج، بادامک (شهریار)، تصرف تهران، جنگ علیه شاهسون‌های آذربایجان و جنگ علیه ارشدالدوله و سالارالدوله بود و در جنگی که برای مبارزه با سالارالدوله رفته بود وقتی دید آنجا کسی از شورشیان نیست و فقط مردم در آنجا پناه گرفتن دستور تیراندازی و شلیک توپ‌ها را داد و ساکنان آنجا نیز تیراندازی متقابل انجام دادن که یکی از تیرها به یپرم ارمنی خورد مقایسه و با یک گلوله جانش را از دست داد.
 رزمندگانی که از سر عشق و سرگشتگی از این همه تهور و شهامت او را پدر می‌نامیدند. حتی مسلمانان نیز او را به لفظ ارمنی هایریک (پدر) می‌خواندند.
سرداری بزرگ که ستارخان ضمن تمجید از دلاوری‌های او دربارهٔ مجاهدت‌های او و رزمندگانش که آنان را (دغا) می‌نامیدند، گفته است:
اگر من ۲۰۰ نفر از این دغاهای داشناکسوتیون می‌داشتم توپ‌ها را برداشته تا «پطر» (سنپترزبورگ) یکسره می‌رفتم
یپرم‌خان در یکی از نبردها در ۱۹ مه ۱۹۱۲ (۲۹ اردیبهشت ۱۲۹۱) برابر با در نزدیکی قلعه شورجه در همدان توسط عبدالباقی خان چهاردولی (اسدآباد) و محمود خان پسر عباس خان چناری کشته شد. آثار باقی‌مانده از وی هم‌اکنون در موزه کلیسای وانک در اصفهان قابل بازدید برای عموم است.